# Kitty Wells
Kitty Wells (* 30. August 1919 als Ellen Muriel Deason in Nashville, Tennessee; † 16. Juli 2012 in Madison, Tennessee) war eine US-amerikanische Country-Sängerin. Die „Queen of Country Music“ wurde 1952 mit dem Song It Wasn’t God Who Made Honky Tonk Angels bekannt. Sie gilt als erster weiblicher Superstar der Country-Musik.

## Leben

### Anfänge
Bereits als Teenager trat Kitty Wells gemeinsam mit ihren Schwestern als Deason Sisters beim lokalen Radiosender auf. Dort lernte sie den Country-Musiker Johnnie Wright kennen, den sie 1937 heiratete und der auch ihr Manager wurde. Mit seiner Schwester Louise traten sie als Johnnie Wright and the Harmony Girls auf. Louises Ehemann, Jack Anglin, schloss sich 1939 dem Trio an. Auch der später als Produzent berühmt gewordene Chet Atkins spielte zeitweise mit der Band. Ab 1945 bildeten Wright und Anglin das leidlich erfolgreiche Duo Johnnie and Jack. Die spätere „Queen of Country Music“ trat fortan als Solistin unter dem Namen Kitty Wells auf, der von ihrem Mann ausgesucht wurde und einem bekannten Folk-Song entnommen war.

### Karriere
1949 spielten sowohl Johnnie and Jack als auch Kitty Wells bei RCA einige Singles ein, die sich aber nicht sonderlich gut verkauften. Die Schallplattenfirma verzichtete auf eine weitere Zusammenarbeit mit Wells, da Country-Musikerinnen in diesen Jahren wenig gewinnversprechend waren. Sie zog sich deshalb ins Privatleben zurück und widmete sich der Erziehung ihrer Tochter.
Ihr wurde 1952 vom Decca-Produzenten Paul Cohen angeboten, It Wasn’t God Who Made Honky Tonk Angels als feministisch ausgerichteten Antwortsong auf Hank Thompsons The Wild Side of Life einzuspielen – dieser Song enthielt die Zeile „I Didn’t Know God Made Honky Tonk Angels“. Die Single wurde zu einem der größten Country-Hits der fünfziger Jahre und hielt sich sechs Wochen an der Spitze der Charts. Zum ersten Mal hatte eine Sängerin Platz eins der Country-Hitparade erreicht. Dieser Erfolg ebnete den Weg für zukünftige Stars wie Patsy Cline oder Loretta Lynn. Die Musikindustrie erkannte nun das kommerzielle Potenzial von Country-Sängerinnen.
Auch ihre nächste Single, Paying for that Backstreet Affair (ein Antwortsong auf Webb Pierces Back Street Affair), schaffte es in die Top-10. Kitty Wells war damit endgültig in der Country-Szene etabliert. Ihre Erfolgssträhne hielt bis weit in die sechziger Jahre hinein an. Insgesamt konnte sie 23 Top-10-Hits verbuchen, darunter 1955 Making Believe, 1956 Searching, 1958 Jealousy, 1961 Heartbreak USA. Auch nachdem die Verkaufszahlen nachgelassen hatten und sie zu kleineren Labeln wechseln musste, blieb sie eine gefragte Sängerin. 1976 wurde sie gemeinsam mit ihrem bereits verstorbenen Produzenten Paul Cohen in die Country Music Hall of Fame aufgenommen. 1991 gewann sie einen Grammy für ihr Lebenswerk („Grammy Lifetime Achievement Award“).
Kitty Wells und Johnnie Wright bekamen drei Kinder. 1983 eröffneten die beiden in Madison das Family Country Junction Museum. Im Oktober 2000 wurde es wieder geschlossen, das Junction Recording Studio, das 1987 zum Museumskomplex dazugekommen war, blieb aber erhalten – durch den Einsatz von John Sturdivant jr, einem Enkel der beiden.
Das Ehepaar gab gemeinsam mit Sohn Bobby am 31. Dezember 2000 sein Abschiedskonzert im Nashville Nightlife Theater. Sie sangen vor vielen Fans, Freunden und Angehörigen. Dabei waren u. a. Ricky Skaggs, The Whites, Marty Stuart, Connie Smith, Leona Williams, Larry Stephenson, Tommy Cash, Jack Greene und Jean Shepard.
Am 30. Oktober 2010 feierten Kitty Wells und Johnnie Wright ihren 73. Hochzeitstag. Im September 2011 starb Wright im Alter von 97 Jahren. Kitty Wells starb 2012 im Alter von 92 Jahren in ihrem Zuhause in Madison.

## Diskografie
- 1956: Winner of Your Heart
- 1956: Kitty Wells' Country Hit Parade
- 1959: Dust on the Bible
- 1959: After Dark
- 1960: Kitty’s Choice
- 1960: Seasons of My Heart
- 1960: Kitty Wells' & Red Foley's Golden Favorites
- 1961: Heartbreak U.S.A.
- 1962: Kitty Wells, Queen of Country Music
- 1962: Singing On Sunday
- 1962: Christmas Day With Kitty Wells
- 1964: Especially for You
- 1964: Country Music Time
- 1958: Lonely Street
- 1965: Burning Memories
- 1965: Lonesome, Sad and Blue
- 1966: Kitty Wells Sings Songs Made Famous By Jim Reeves
- 1966: Country All The Way
- 1966: The Kitty Wells’ Show
- 1967: Love Makes The World Go Around
- 1967: Queen of Honky Tonk Street
- 1968: Kitty Wells Showcase
- 1970: Your Love Is the Way
- 1971: They’re Stepping All Over My Heart
- 1971: Pledging My Love
- 1972: Sincerely
- 1972: I’ve Got Yesterday
- 1973: Yours Truly
- 1974: Forever Young